# Antonio Bosio
Antonio Bosio (* um 1575 in Malta; † 6. September 1629 in Rom) war ein italienischer Pionier der Christlichen Archäologe.

## Leben
Der um 1575 auf Malta geborene Antonio Bosio kam bereits in jungen Jahren nach Rom zu seinem Onkel, dem Historiker des Johanniterordens, Giacomo Bosio. Später studierte er in Rom Literatur, Rechtswissenschaften sowie Philosophie und wurde anschließend als Advokat im Johanniterorden eingesetzt. 1593 begann er – zunächst noch mit Unterstützung von Pompeo Ugonio –, die Katakomben in Rom zu erforschen; die ersten erkundeten Katakomben waren die Domitilla-Katakomben. 36 Jahre lang beschäftigte er sich mit ihnen und entdeckte mehrere. Zugleich interessierten ihn Märtyrer, Werke der Kirchenväter sowie Konzilien, die er sich nützlich machte, um weitere Katakomben in Rom zu entdecken. Im Jahre 1629 verstarb Bosio in Rom, dabei hinterließ er keine schriftlichen Werke.
Der Oratorianer Giovanni Severano gab drei Jahre nach Bosios Tod dessen Lebenswerk unter dem Titel Roma Sotterranea heraus. Dieses Werk und weitere Forschungen von Giovanni Battista de Rossi bilden die Grundlage der Katakombenforschung und sind noch heute gebräuchlich. Bosio zählt zu den Begründern der Katakombenerforschung und wird als Kolumbus der Katakomben bezeichnet.